# Готтард Гейнріці
Готтард Федор Август Гейнріці (нім. Gotthard Fedor August Heinrici; нар. 25 грудня 1886, Гумбіннен (нині Гусєв), Східна Пруссія — пом. 13 грудня 1971, Карлсруе) — німецький воєначальник часів Третього Рейху, генерал-полковник (1943) вермахту. Кавалер Лицарського хреста з Дубовими листям та мечами (1945). Уродженець Гумбіннена (Східна Пруссія). У часи Першої світової війни бився на Східному та Західному фронтах. Поранений, відзначений 11 разів нагородами Німецької імперії. У роки Другої світової — командир дивізії, корпусів, командувач арміями та групою армій. Бився у Франції, на Східному фронті. Прославився як неперевершений майстер оборонної тактики дій.

## Біографія

### Ранні роки
Готтард Федор Август Гейнріці народився 25 грудня 1886 року в Гумбіннені (сучасне місто Гусєв, Калінінградської області), Східна Пруссія і був єдиним сином пастора-євангеліста Пауля Гейнріці та його дружини Гізелі, уродженої фон Раухгаупт, яка походила зі старовинного прусського дворянського роду. Переважна більшість предків майбутнього генерала була військовими, починаючи з XII століття. Його дідусь по батькові був пастором та радником консисторії Августа Гейнріці. Генерал-фельдмаршал Герд фон Рундштедт був його двоюрідним братом, як і вчений етолог Отто Келер, з яким він виріс разом у Гумбіннені.
Після закінчення середньої школи, 8 березня 1905 року Готтард Гейнріці поступив фанен-юнкером на військову службу до 6-го Тюрінгського піхотного полку № 95, де розпочав офіцерську підготовку. Пізніше навчався у військовій школі в Ганновері.
Військова кар'єра
- 8 березня 1905 — фанен-юнкер
- 19 грудня 1905 — фенрих
- 18 серпня 1906 — лейтенант
- 17 лютого 1914 — оберлейтенант
- 18 червня 1915 — гауптман
- 1 лютого 1926 — майор
- 1 серпня 1930 — оберстлейтенант
- 1 березня 1933 — оберст
- 1 січня 1936 — генерал-майор
- 1 березня 1938 — генерал-лейтенант
- 1 червня 1940 — генерал від інфантерії
- 30 січня 1943 — генерал-полковник

18 серпня 1906 року йому присвоїли первинне офіцерське звання лейтенант. 17 лютого 1914 року, напередодні Першої світової війни, його підвищили в обер-лейтенанти.

### Перша світова війна
З початком воєнних дій у Європі, молодий офіцер бився зі своїм полком у Бельгії, але через загострення ситуації на Східному фронті його дивізію терміново перекинули до Східної Пруссії, де він брав участь у битві при Танненберзі, біля Мазурських болот, під Лодзью. Згодом переведений на Західний фронт, де командував ротою, батальйоном у Верденській битві. Після важкого поранення його перевели на штабну службу. З серпня 1916 року офіцер генерального штабу XXIV резервного корпусу, потім 115-ї піхотної дивізії. У березні 1917 року переведений до Великого Генерального штабу. У вересні він пройшов курс підготовки офіцерів Генерального штабу, а згодом служив офіцером штабу при штабах VII та VIII корпусів. З березня 1918 року і до кінця війни він був офіцером генерального штабу (Іа) при 203-ій піхотній дивізії, відповідальним за планування військових операцій. За час війни Гейнріці був нагороджений одинадцять разів, у тому числі Залізним Хрестом обох класів та Лицарським хрестом ордена Гогенцоллерна з мечами.

### Інтербеллум
На початку 1919 року гауптман Гейнріці повернувся для проходження служби до рідного 95-го піхотного полку. У лютому 1919 року перейшов до штабу Східної прикордонної служби, що забезпечувала оборону Східної Пруссії на фоні подій того часу. З 1920 року перейшов до рейхсверу, служив у штабі 1-ї дивізії. З 1 вересня 1924 року командир 14-ї роти 13-го (Вюртембергського) піхотного полку, а з 1 лютого 1926 року підвищений у майори. Надалі служив на різних командних та штабних посадах, у тому числі у Військовому управлінні Веймарської республіки (нім. Truppenamt), у відділі організації армії (Т2).
1 січня 1936 року Г. Гейнріці присвоєно звання генерал-майора. 12 жовтня 1937 року він був призначений командиром 16-ї піхотної дивізії в Мюнстері і 1 березня 1938 року підвищений у званні до генерал-лейтенанта.
Готтард Гейнріці разом з дружиною Гертрудою мав двох дітей, Гартмута та Гізелу. Він був релігійною людиною, і регулярно відвідував церкву. Його релігійна віра і відмова вступити в лави НСДАП зробили його непопулярною фігурою, яка несумісна з нацистською ідеологією, що у свою чергу часто призводило генерала до сутичок з Гітлером і особливо з рейхсмаршалом Германом Герінгом, який його відкрито зневажав. Оскільки дружина Гейнріці Гертруда мала батька єврейського походження, їхні діти позначалися, як Мішлінг (частково євреї) згідно з нацистським расовим законодавством. Однак Гейнріці отримав від Гітлера «німецьку довідку про кров», яка підтвердила їхній так званий «арійський» статус і захистила членів його родини від дискримінації.

### Друга світова війна
Під час вторгнення вермахту до Польщі, 16-та дивізія генерала Гейнріці перебувала на Західному фронті, прикриваючи німецько-французький кордон. З початком Французької кампанії Гейнріці, що був до цього призначений командиром 12-го армійського корпусу 1-ї армії генерал-полковника Ервіна фон Віцлебена, діяв у складі групи армій «C» при прориві лінії Мажино на південь від Саарбрюккена.
17 червня 1940 року Готтард Гейнріці прийняв у генерал-лейтенанта Франца Беме 43-й армійський корпус, на чолі якого він за рік вступив у війну проти Радянського Союзу. 22 червня корпус генерала Гейнріці, діяючи у складі 4-ї армії генерала фон Клюге, прорвав оборону радянських військ у Білорусі. Надалі брав участь у розгромі військ Західного фронту генерала армії Павлова Д. Г. під Білостоком та Мінськом, бився під Смоленськом. 18 вересня 1941 року відзначений Лицарським хрестом Залізного хреста.

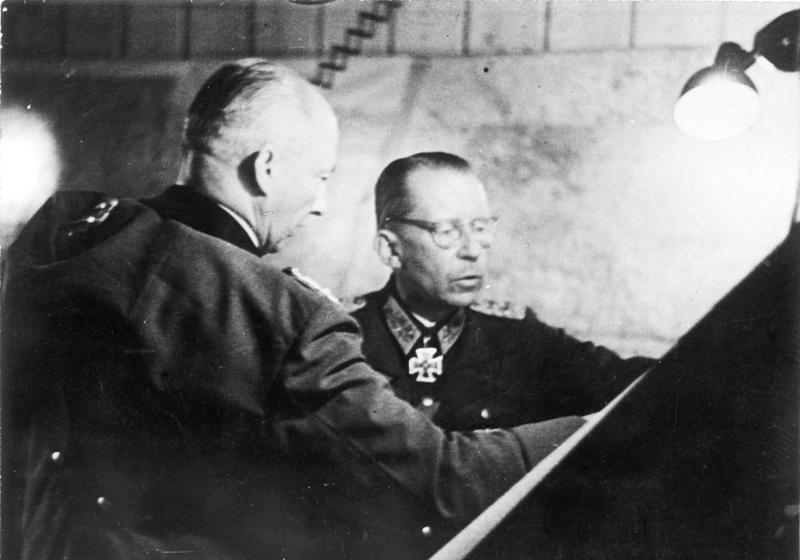
Готтард Гейнріці з генерал-фельдмаршалом Г. фон Клюге (ліворуч). 1943

Згодом керував корпусом під час битви за Київ і під Москвою. З січня 1942 року — командувач 4-ї армії замість генерала гірсько-піхотних військ Людвіга Кюблера.
Протягом 1942—1943 років командував армією, яка тримала позиційну оборону на центральному фронті німецько-радянської війни під Смоленськом та Оршею. 24 листопада 1943 року удостоєний дубового листя до Лицарського хреста за вміле керівництво військами при веденні оборонної операції під Оршею. Своїми майстерними діями Гейнріці зірвав плани Західного фронту під командуванням генерала армії Соколовського В. Д. прорватися на цьому стратегічному напрямку, стійкою обороною спричинив важких втрат Червоній армії та примусив відмовитися від подальших спроб атакувати.
Після успішного проведення радянськими військами битви за Дніпро та Дніпровсько-Карпатської стратегічної операції, генерал Г.Гейнріці наполягав на організованому відведенні групи армій «Центр» на підготовлені рубежі і позиції, щоб не допустити її оточення й розгрому. Однак, Гітлер, незадоволений такими пропозиціями, 20 травня 1944 року відсторонив Г.Гейнріці від посади командувача армією й 4 червня відправив його на лікування. За місяць Червона армія розпочала найбільшу наступальну операцію в історії — операцію «Багратіон», завдала нищівної поразки групі армій «Центр», як це пророкував Гейнріці, й майже повністю її знищила в серії «котлів», зокрема 4-та армія була оточена під Мінськом.
18 серпня 1944 року генерала Готтарда Гейнріці відкликали з вимушеної опали та призначили командувачем армійської групи, що носила його ім'я. Армійська група «Гейнріці» мала у своєму складі німецьку 1-шу танкову, угорську 1-шу польову армії та 154-ту резервну дивізію і відходила з території України до Словаччини та Угорщини. Гейнріці вдалося майстерно організувати оборонні дії в такій спосіб, що його підпорядковані війська, ведучи ар'єргардні бої, спромоглися з мінімальними втратами відступити за Карпати. У боях за карпатські перевали він зміг не допустити прориву Червоної армії до районів, охоплених Словацьким повстанням, і з'єднатися з ними.
3 березня 1945 року Гітлер відзначив нелюбимого свого генерала мечами до Лицарського хреста, визнаючи однак його полководницькі таланти в організації оборонних битв.
20 березня фюрер замінив на посаді командувача групи армій «Вісла» рейхсфюрера СС Гімлера на генерал-полковника Гейнріці. На той час війська групи армій «Вісла» тримали оборону на підступах до Берліна на відстані лише 80-100 км. Група армій Гейнріці мала у своєму складі 3-тю танкову армію генерала танкових військ Гассо фон Мантойфеля і 9-ту армію генерала Теодора Буссе. На командувача Гітлер поклав практично нездійсненне завдання — до допустити подолання радянськими військами річки Одер, попри колосального браку в німців особового складу, техніки, палива, боєприпасів і майна. Лише рельєф місцевості трохи сприяв Гейнріці в організації оборони на берлінському напрямку. Він побудував оборону 9-ій армії в три ешелони на узвишшях Зеєловських висот, що панували над місцевістю. 3-тя танкова, маючи менше танків, ніж 9-та, розгорнулася на оборонних фортифікаційних рубежах на правому фланзі, позбавляючи росіян можливості здійснити безперешкодно глибокий обхідний маневр з північного напрямку.

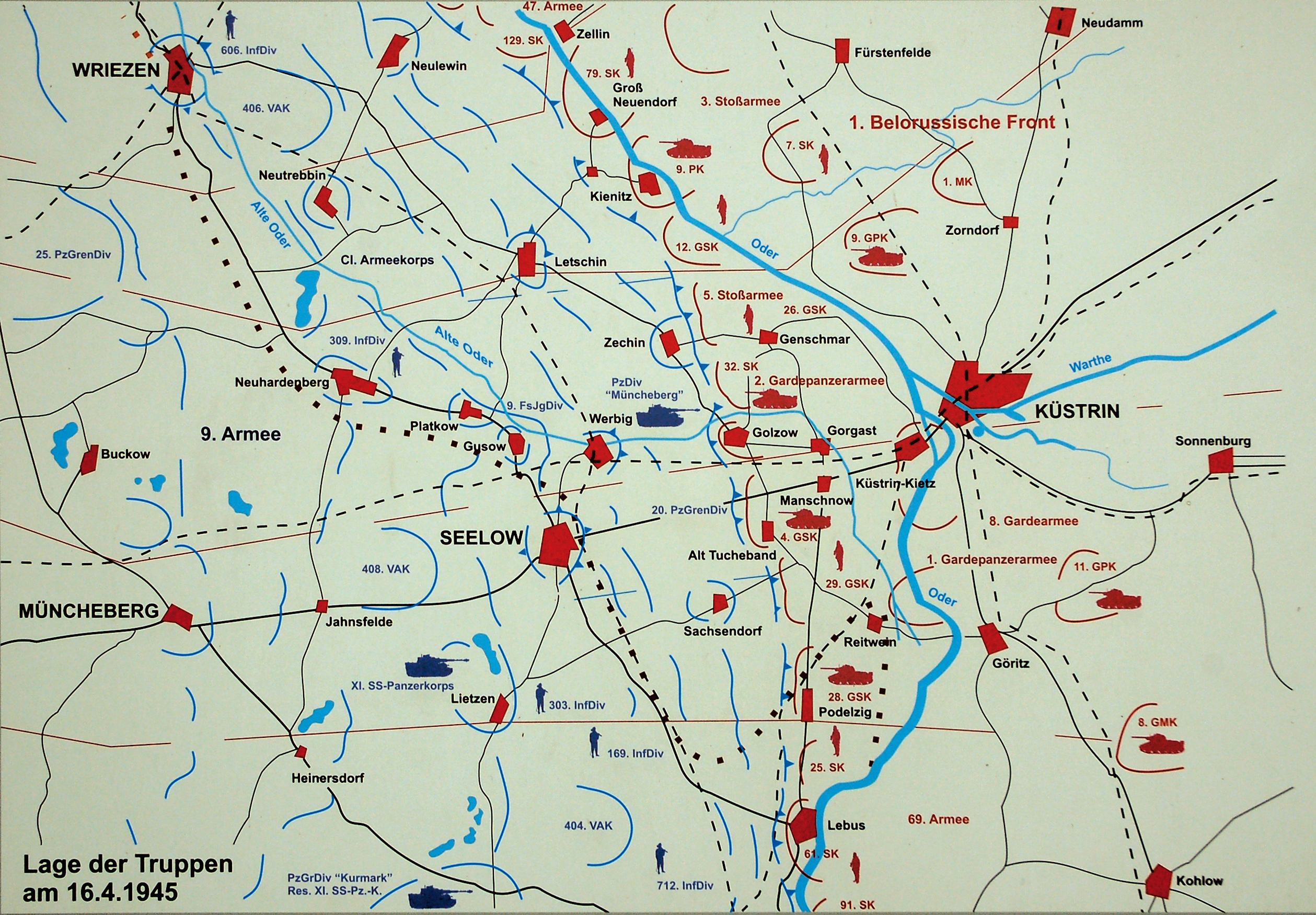
Організація німецької оборони на Зеєловських висотах. Квітень 1945

16 квітня 1945 року розпочалася битва за Берлін. Радянські війська 1-го Білоруського фронту під командуванням маршала Жукова Г. К. почали наступ з Кюстрінського плацдарму на Зеєловські висоти. У затятій битві, що тривала чотири дні радянські війська спочатку наступали успішно, окремі з'єднання вийшли до другої смуги оборони. Однак незабаром німці, спираючись на сильну і добре підготовлену другу смугу оборони, стали чинити запеклий опір. По всьому фронту розгорілися напружені бої. Хоча на деяких ділянках фронту військам вдалося оволодіти окремими опорними пунктами, домогтися вирішального успіху їм не вдалося. Потужний вузол опору, обладнаний на Зеєловських висотах, виявився непереборним для стрілецьких частин. Командувач фронтом маршал Жуков увів у битву 1-ю та 2-ю гвардійські танкові армії. Весь день і всю ніч 17 квітня війська 1-го Білоруського фронту вели запеклі бої з військами вермахту. До ранку 18 квітня танкові і стрілецькі з'єднання, за підтримки авіації 16-ї і 18-ї повітряних армій, здобули Зеєловські висоти. Долаючи потужну оборону німецьких військ і відбиваючи запеклі контратаки, війська фронту до кінця 19 квітня прорвали третю оборонну смугу і отримали можливість розвивати наступ на Берлін.
Наприкінці квітня Готтард Гейнріці наказав своїм військам відступити із займаних рубежів, незважаючи на те, що Гітлер заборонив будь-які відступи без його особистого схвалення. 28 квітня фельдмаршал Кейтель, об'їжджаючи позиції, несподівано для себе виявив колони відступаючих німецьких військ 7-ї танкової й 25-ї панцергренадерської дивізій, які виявилися частинами 3-ї танкової армії, підпорядкованої генералу Гейнріці. Кейтель знайшов командувача групою армій біля Нойбранденбурга.
У наступній сварці Кейтель звинуватив Гейнріці в невиконанні наказу, боягузтві і саботажі та відсторонив від командування військами групи армій «Вісла». Його місце тимчасово (до прибуття генерала Штудента) зайняв генерал фон Тіппельскірх. Однак Штудент був узятий у полон союзниками раніше, ніж встигнув вступити в командування.
Після відсторонення від командування Гейнріці виїхав до міста Плен, де перебував до завершення війни в Європі. 28 травня 1945 року здався в полон британським військам.

### Після війни
Після здачі в полон генерал-полковник Готтард Гейнріці перебував у таборі військовополонених на острові Фарм, біля уельського міста Брідженд. Тут він знаходився до жовтня 1947 року, потім не стислий термін його перевезли до Сполучених Штатів, втім через три тижні повернули до Британії. 19 травня 1948 року він був звільнений з полону.
У 1950-ти роки працював у Центрі військової історії армії США, допомагаючи у створенні документації та фондів відділу історії німецького оперативного мистецтва.
13 грудня 1971 року відставний генерал помер у Карлсруе. Був похований з усіма військовими почестями на цвинтарі Бергакер у Фрайбурзі-ім-Брайсгау.

## Нагороди
- Залізний хрест
  - 2-го класу (17 вересня 1914)
  - 1-го класу (24 липня 1915)
- Ганзейський Хрест (Гамбург)
- Орден Білого Сокола, лицарський хрест 2-го класу з мечами
- Орден дому Саксен-Ернестіне, лицарський хрест 2-го класу з мечами
- Військовий Хрест Карла-Едуарда
- Медаль Карла-Едуарда 2-го класу з мечами
- Почесний хрест (Ройсс) 3-го класу з мечами
- Почесний хрест (Шварцбург) 3-го класу з мечами
- Хрест «За військові заслуги» (Австро-Угорщина) 3-го класу з військовою відзнакою
- Королівський орден дому Гогенцоллернів, лицарський хрест з мечами (9 серпня 1918)
- Нагрудний знак «За поранення» в чорному
- Почесний хрест ветерана війни з мечами
- Медаль «За вислугу років у Вермахті» 4-го, 3-го, 2-го і 1-го класу (25 років)
- Застібка до Залізного хреста
  - 2-го класу (13 травня 1940)
  - 1-го класу (16 травня 1940)
- Лицарський хрест Залізного хреста з дубовим листям і мечами
  - лицарський хрест (18 вересня 1941)
  - дубове листя (№333; 24 листопада 1943)
  - мечі (№136; 3 березня 1945)
- Нагрудний знак «За поранення» в чорному
- Медаль «За зимову кампанію на Сході 1941/42»
- Відзначений у Вермахтберіхт